# 紫端翼法螺
紫端翼法螺（学名：Gyrineum lacunatum）是嵌線螺科翼法螺属的一种。主要分布于越南、台湾，常栖息在潮间带岩礁。